# Бергенський собор
Берґенський собор (Bergen Domkirke) — лютеранський собор норвезького міста Бергена. Перший кам'яний храм на цьому місці історики відносять до середини XII століття. Вперше згадана в 1181 році як церква св. Олафа. Розташований у північно-західній частині центру міста.

## Історія
Церква горіла у 1248, 1270 і 1463 роках. У 1537 р. набула статусу собору, в 1550-і роки відбудовано наново. Відбудовувався після пожеж 1623 і 1640 років; приблизно в той час відбулася також заміна шпиля вежею. У 1880-ті роки архітектором Крістіаном Крісті бароковий інтер'єр було перероблено у дусі середньовіччя.
У соборній стіні застрягло гарматне ядро з Бергенської битви 1665 (Друга англо-голландська війна). У соборі є орган, періодично проводяться концерти органної музики.

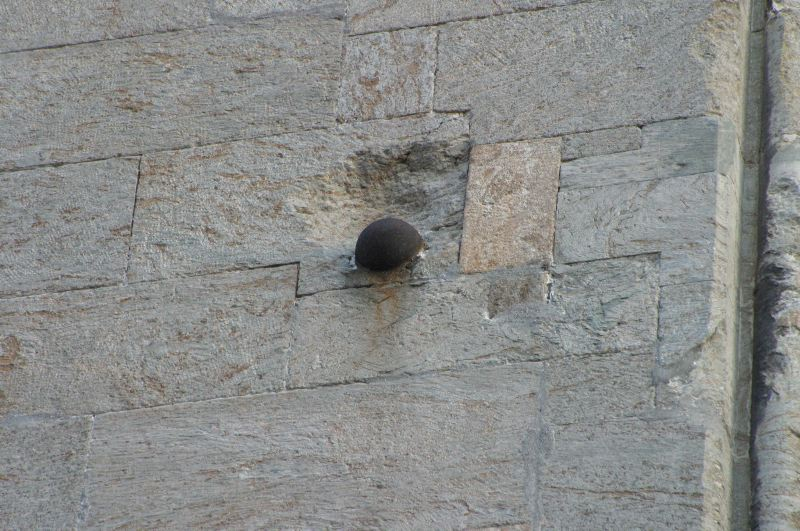
Гарматне ядро в стіні собору